# The Three Must-Get-Theres
The Three Must-Get-Theres és una pel·lícula del director i actor estatunidenc Max Linder, estrenada el 27 d'agost del 1922. La pel·lícula és considerada com dels primers verdaders films. Paròdia d'Els tres mosqueters, hi participen "Lindertagnan", "Constance Bonne-Aux-Fieux", el "Cardinal Pauvre-Lieu" i la reina "Ananas of Austria" (pinya d'Àustria). El títol original, en anglès, "The Three Must-Get-Theres", significa literalment: Els tres hi han d'anar. Un clar joc de paraules homòfones. Paral·lelament, el film destaca per la successió desenfrenada de gags, que per la primera vegada, introdueixen objectes anacrònics (és a dir, que no són de l'època històrica que es vol rodar) com ara telèfons, motos, etc.

## Repartiment
- Max Linder: Dart-In-Again
- Bull Montana: Li'l Cardinal Richie-Loo
- Frank Cooke: Rei Louis XIII
- Jobyna Ralston: Constance Bonne-aux-Fieux